# Лагучо (Фрозиноне)
Лагучо је насеље у Италији у округу Фрозиноне, региону Лацио.
Према процени из 2011. у насељу је живело 433 становника. Насеље се налази на надморској висини од 233 м.